# Calathea steyermarkii
Calathea steyermarkii là một loài thực vật có hoa trong họ Marantaceae. Loài này được H.A.Kenn. & Nagata mô tả khoa học đầu tiên năm 1989.